# Agenzia informazioni e sicurezza esterna
L'Agenzia informazioni e sicurezza esterna (in acronimo AISE) è il servizio segreto italiano per l'estero, facente parte del Sistema di informazione per la sicurezza della Repubblica. Ha compiti e attività di intelligence al di fuori del territorio nazionale. Il suo motto è Intellego ac tueor, ossia "comprendo e difendo".

## Storia

Una parte interna di Forte Braschi, sede dell'Agenzia

Istituita con la riforma dell'intelligence italiana del 2007, a dirigere il nuovo servizio venne chiamato il direttore uscente del SISMI, l'ammiraglio Bruno Branciforte, che è rimasto in carica fino al 2010. Dal 1º luglio 2013 l'Agenzia, tramite il Dipartimento delle Informazioni per la Sicurezza, incomincia a reclutare personale specialista anche tramite il web in particolare nei settori cyber defence, intelligence economico-finanziaria e intelligence energetica.
Il 19 aprile 2014 è stato nominato direttore dell'AISE il vicedirettore Alberto Manenti, dal 1980 prima al SISMI e poi all'AISE. È il primo dirigente interno all'agenzia a essere nominato direttore della stessa.
Il 20 aprile 2018 ha avuto accesso a Forte Braschi, per la prima volta, una scolaresca (due classi del liceo Convitto Nazionale) in visita al neocostituito "museo dei segreti degli 007". Nel novembre 2018 per la prima volta nella storia dell'AISE al vertice è nominato un generale della Guardia di Finanza, Luciano Carta.
Nel maggio 2019 è stata inaugurata la nuova sede unitaria dell'intelligence, che ospita gli uffici di vertice del DIS, delle agenzie e parte di quelli operativi, sita in piazza Dante nel rione Esquilino a Roma.

## Organizzazione
L'art. 6, comma 5 della legge 3 agosto 2007, n. 124 dispone che l'AISE risponda al presidente del Consiglio dei ministri, quale autorità a cui è affidata l'alta direzione e la responsabilità generale della politica dell'informazione per la sicurezza italiana, o all'Autorità delegata per la sicurezza della Repubblica. Il regolamento di funzionamento è stato emanato con il DPCM n. 3 del 26 ottobre 2012, mentre quello relativo allo status giuridico ed economico del personale dal DPCM n. 1 del 23 marzo 2011.
Alla direzione dell'AISE è posto un direttore nominato (e revocabile) dal presidente del Consiglio dei ministri con proprio decreto, scelto tra dirigenti di prima fascia o equiparati dell'amministrazione dello Stato, sentito il CISR - Comitato interministeriale per la sicurezza della Repubblica. L'incarico ha la durata di quattro anni ed è rinnovabile per una sola volta.
Il direttore dell'AISE è affiancato da due vice direttori, nominati e revocabili dal Presidente del Consiglio dei ministri sentito il direttore. Gli altri incarichi nell'ambito dell'Agenzia sono nominati dal direttore dell'AISE.
Gli attuali vice direttori sono Francesco Paolo Figliulo e Carlo Zontilli, entrambi proveniente dall'Esercito.

## Attività e compiti
Ai sensi dell'art. 6 della legge 3 agosto 2007, n. 124:
- ricerca ed elabora tutte le informazioni utili alla difesa dell'indipendenza, dell'integrità e della sicurezza della Repubblica Italiana, dalle minacce provenienti dall'estero, anche in attuazione di accordi internazionali;
- informa tempestivamente e con continuità i rispettivi titolari del Ministero della difesa, del Ministero degli affari esteri e del Ministero dell'interno per i profili di rispettiva competenza. Il direttore riferisce costantemente sull'attività svolta al presidente del Consiglio dei ministri o all'autorità delegata, qualora questa sia istituita, per il tramite del direttore generale del DIS. Riferisce direttamente al presidente del Consiglio dei ministri in caso di urgenza o quando altre particolari circostanze lo richiedano, informandone senza ritardo il direttore generale del DIS; presenta al CISR, per il tramite del direttore generale del DIS, un rapporto annuale sul funzionamento e sull'organizzazione dell'agenzia.
- effettua attività in materia di controproliferazione di materiali nucleari o comunque ritenuti materiali strategici, nonché le attività di informazione per la sicurezza al di fuori del territorio nazionale, a protezione degli interessi politici, militari, economici, scientifici e industriali italiani, come pure individua e contrasta al di fuori del territorio nazionale le attività di spionaggio dirette contro l'Italia e le attività volte a danneggiare gli interessi nazionali. Si occupa della tutela dell'alta tecnologia e materiale dual use.
- opera in stretta collaborazione con il II Reparto informazioni e sicurezza dello Stato maggiore della difesa per i diversi aspetti derivanti dalle direttive scaturite dall'art. 8 della legge n. 124/2007, ad esempio controspionaggio, operazioni sotto copertura, attività di intelligence, sicurezza nelle sedi diplomatiche, informazioni e sicurezza nei teatri dove sono impiegate le forze armate italiane, raccolta di informazioni e tutela della sicurezza su tutto il personale acquisito o da acquisire presso il Sistema di informazione per la sicurezza della Repubblica.

Ai sensi dell'art. 7-bis del decreto-legge 30 ottobre 2015, n. 74, convertito con modificazioni dalla legge 11 dicembre 2015, n. 198 è stato inoltre previsto che l'AISE per singole missioni all'estero possa utilizzare unità delle forze speciali italiane, similmente a come avviene per altri Stati come gli USA e il Regno Unito.

## Stemma
Lo stemma è stato concesso con decreto del presidente della Repubblica 9 aprile 2008.
La figura dell'aquila ad ali spiegate è da sempre simbolo di forza e di primato, con il suo volo silenzioso ad alte quote e la capacità di osservazione, di individuazione e di analisi. L'azzurro della bordatura richiama il bacino del Mediterraneo, scenario storico e centrale delle operazioni dell'Agenzia; le otto stelle indicano le vie segnate dai venti che accompagnano il navigante verso la conoscenza dell'ignoto e simboleggiano la molteplicità delle sfide da affrontare. Il motto latino  Intellego ac tveor ("Comprendo e proteggo") sottolinea l'azione dell'intelligence finalizzata alla salvaguardia della Repubblica.

## Cronologia dei direttori
|   | Direttore          | Durata dell'incarico                | Note                                                            |
| - | ------------------ | ----------------------------------- | --------------------------------------------------------------- |
| 1 | Bruno Branciforte  | 28 agosto 2007 - 24 febbraio 2010   | ammiraglio di squadra della Marina, direttore uscente del SISMI |
| 2 | Adriano Santini    | 24 febbraio 2010 - 20 febbraio 2014 | generale di corpo d'armata dell'Esercito                        |
| 3 | Paolo Scarpis      | 20 febbraio 2014 - 19 aprile 2014   | prefetto della Polizia di Stato, facente funzioni               |
| 4 | Alberto Manenti    | 19 aprile 2014 - 22 novembre 2018   | dirigente di prima fascia di livello A                          |
| 5 | Luciano Carta      | 22 novembre 2018 - 18 maggio 2020   | generale di corpo d'armata della Guardia di Finanza             |
| 6 | Giovanni Caravelli | dal 18 maggio 2020                  | generale di corpo d'armata dell'Esercito                        |